# Romagna
Romagna (romanyol nyelven Rumâgna), egy földrajzi, történelmi és nyelvi régió Észak-Olaszországban. A történelmi Romagna területének zöme a modern Emilia-Romagna közigazgatási régióhoz tartozik, néhány történelmi községe Marche és Toszkána régiók területére került. Az Appenninek, az Adriai-tenger és a San Marino Köztársaság között fekszik. Történelme során, egy rövid átmenet (1859) kivételével, sohasem képezett egységes politikai entitást vagy önálló közigazgatási egységet. Jelentősebb városai Ravenna, Imola, Faenza, Cervia, Forlì, Cesena és Rimini.
Lakosai, mintegy 1 100 000 fő az olasz államnyelv mellett az emilián–romanyolt, annak romanyol (romagnol) változatát (saját nyelvi elnevezéssel lengua rumagnôla, olaszul lingua romagnola) használják.

## Földrajzi fekvése
Romagna földrajzi kiterjedése nagyjából négyszöget formáz, jelenlegi területe 6380 km2. Területének 37%-a síkság, 23%-a hegyvidék. A terület földrajzi határvonalai a következők:
- Északon, mintegy 40 km hosszan a Reno folyó határolja – amely 1152-ig a Pó főága volt – a Sillaro hegyi folyóval való egyesüléstől kezdve az Adriai-tengerbe való torkolatáig. A Reno Romagna és Ferrara megye (Emilia tartomány) határát képezi.
- Északnyugaton, mintegy 66 km hosszúságban, a Sillaro hegyi folyó (torrente) teljes nyomvonala, forrásától a Reno folyóba torkollásáig, elválasztja Romagnát a bolognai kulturális régió (Emilia tartomány) területétől.
- Délnyugaton, kb. 215 km hosszúságban az Appenninek láncának toszkána-romagnai szakasza természetes határt képez Toszkána és Romagna között, a Monte Bastione (1190 m) hegytől az Alpe della Luna hegycsoportban fekvő Monte Maggiore (1384 m) hegytömbig.
- Délen és délkeleten Romagna és Marche régió határát a Conca és a Foglia folyókat követi. A folyóvölgyeket kísérő hegyek a Monte Carpegna, a Sasso di Simone, a Faggiuola, a Monte Cerignone, és végül a Fiorenzuola di Foccara-i domb, Cattolica és Pesaro között. A tengerpart közelében határvonal keresztezi a történelmi via Flaminia római utat.
- Romagna és Marche között helyezkedik el a San Marino Köztársaság miniállam, Olaszország területébe zárt enklávéként.
- Keleten az Adriai-tenger zárja a területet, a romagnai part a Reno torkolatától a Fiorenzuola di Foccara dombjáig.

- A Conca folyó Romagna és Marche határán
- Fiorenzuola di Focara, Pesaro–Urbino megye, Marche régió: a történelmi Romagna része

## Közigazgatási felosztása
A történelmi Romagna területe jelenleg a következő közigazgatási egységekre oszlik Ravenna megye, Forlì-Cesena megye, Rimini megye, valamint Bologna megye egy része (Imola választókerület). Hagyományosan Romagna történelmi-kulturális területéhez sorolják még néhány toszkánai települést, így Arezzo megyében Badia Prataglia frakkciót, Poppi községben és Sestino község egyrészét, továbbá Firenze legyében Firenzuola, Palazzuolo sul Senio és Marradi községeket.
- Romagna tájegységei. (Szürke: Emilia)
- Romagna közigazgatási beosztása (2021)

## Történelme

A Lombard Királyság Alboin király idején (572)

„Romagna” nevét először „Romania” (Romània, Romanià) formában a longobárd időkben említik.  A Nyugatrómai Birodalom bukása után, a 6. században a longobárdok (lombardok) elfoglalták Itália nagy területeit, Toszkána északi részét, Umbriát, a Pó-síkságot, és Pavia központtal államot hoztak létre. A meghódított területeiket „Langobardia”' vagy „Lombardia” néven nevezték. A velük délkeleten szomszédos vidéket, amely a Bizánci Birodalom – a Ravennai Exarchátus – fennhatósága alatt maradt, „Romaniának” nevezték. Neve a „római világhoz” tartozást jelezte. A 750-es évek elején a dél felé nyomuló longobárdok elfoglalták az Exarchátust is, de 756-ban Kis Pipin frank király kiűzte őket, majd 756-ban) a a pipini adománylevélnek („donation de Quierzy”) nevezett oklevélben a „Ducatus Romanum”-ot, azaz Ravennát és a Pentapolis városcsoportot (továbbá még Korzikát, Szardíniát és Szicíliát is) II. (III.) István pápának adományozta, cserébe a Karolingok örökletes királyságának elismeréséért. Pipin utódai megerősítették az adományozást, ezzel megszületett a pápai állam, amelynek Romania (Romagna) a következő évszázadokban tartósan hűbérese (majd betagolt tartománya) maradt annak ellenére, hogy a Bizánci Birodalom még sokáig fenntartotta igényét a volt Exarchátus területére.
Az invesztitúraharcok századaiban Romagnára a Német-római Császárság (később a felemelkedő észak-itáliai városállamok is) területi követeléseket támasztottak. A helyzet csak 1278-ban jutott nyugvópontra, amikor I. (Habsburg) Rudolf német király szerződésben lemondott Romagnáról a pápai állam javára. A pápa által kinevezett vikáriusok még két évszázadon át szétaprózva, különálló kis feudális uradalmakként kormányozták a tartományt.
A 15. század végén VI. Sándor pápa fia, Cesare Borgia kísérletet tett hogy Romagnát központosított, egységes kormányzás alá vesse. 1499-ben sikerrel járt, megalakította a Romagnai Hercegséget, amelynek uralkodója lett. 1503-ban apjának, a Borgia-pápának halála után Cesare hercegsége elenyészett. A régi vikáriusi politikai struktúrákat azonban a Borgiák véglegesen lerombolták, bukásuk után Romagna tartományban megerősödött a pápai állam közvetlen befolyása.

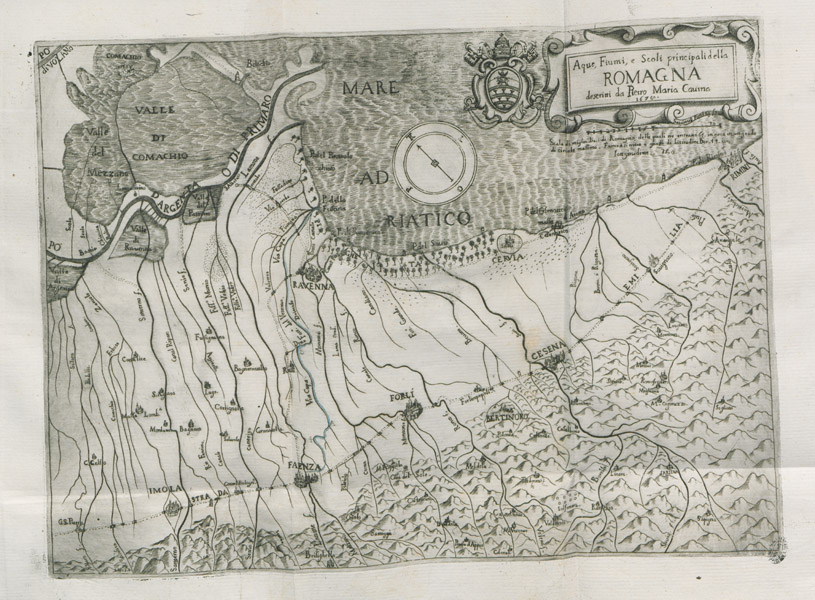
Romagna régi térképe (1682)

1509-ben II. Gyula pápa bekebelezte Romagnát a pápai államba. Ennek tartománya maradt 350 éven át, az olasz egység létrejöttéig, kivéve az 1797–1815 közötti átmeneti időszakot, amikor Napoléon Bonaparte tábornok elfoglalta Romagnát és betagolta a Ciszalpin Köztársaságba (1797). Ezt 1802-ben Itáliai Köztársasággá alakította, majd – már a franciák császáraként – 1805-ben betagolta a Itáliai Királyságba. A régi rendszert az 1815-ös bécsi kongresszus állította helyre.
1816-ban Romagna területét VII. Piusz pápa  négy pápai kormányzóságra („legazione”) bontotta: Bologna, Ferrara, Ravenna és Forlì központokkal. Forlì legációba toszkánai területeket is betagolt, amelyek hovatartozását elvitatta a Toszkánai Nagyhercegségtől. Ez a négy „romagnai legáció” képezte Romagna pápai tartományt, amely Marche, Umbria és Lazio tartományok egészével, valamint Campania tartomány egy részével együttesen alkotta a pápai állam 1816-os területét, melyet VII. Piusz pápa állapított meg.
Az olasz egységmozgalmak idején Giuseppe Mazzini és Giuseppe Garibaldi radikális hívei erős támogatásra leltek Romagnában. A tartomány a köztársaságpártiak fellegvára volt, amely szembeszállt a Savoyai-ház által gyakorolt politikai nyomással. „Címerpajzsos szabadkőműveseknek” bélyegeztek a Savoyaiakat, akik egész Itáliát saját koronájuk alatt, monarchikus államformában kívánták egyesíteni.
- A „romagnai legációk” (1816)
- A pápai állam tartományai (1850)
- 1859-es postabélyeg (½ baiocco címlet)

1859-ben, a szárd–francia–osztrák háborúban aratott szárd–piemonti győzelem után Romagna levált a pápai államról, és ideiglenes kormányzat irányítása alá került. Hat hónapos átmeneti időszakot követően Romagna önálló állammá alakult. Fizetőeszköze a pápai államban használatos baiocco (bajocco) maradt, de saját postaszolgálatot állított fel. Az 1860 márciusában megtartott népszavazás alapján Romagna csatlakozott a Szárd Királysághoz. Ennek részeként az 1861-ben kikiáltott új, egységes Olasz Királyság részévé vált.
Az egyesítés után Romagna nagy árat fizetett köztársasági szimpátiájáért. Az egységes, központosított olasz monarchia kikiáltása után a II. Viktor Emánuel megtagadta Romagnától az autonóm intézmények kialakítását, tartva attól, hogy a köztársaságpárti régióból destabilizáció indulhat ki. 1864-ben elvetették Vincenzo Gioberti és Carlo Cattaneo alkotmánytervezetét egy föderalisztikus Olasz Királyság szervezéséről, és erősen központosított, Rómából irányított államszervezetet hoztak létre, a napóleoni Itáliai Királyság mintájára.
1946-ban az Olasz Köztársaság alkotmányában Romagnát egyesítették Emilia tartománnyal, létrehozva Emilia-Romagna közigazgatási régiót. A régión belül a történelmi Romagna tartomány területe az alábbi megyékre oszlik: Ravenna, Forlì-Cesena, Rimini, benne Imola és Dozza városokkal, a Santerno folyó völgyével, és Bologna város közigazgatási területének egy részével.
1990 óta a Movimento per l'Autonomia della Romagna (Mozgalom Romagna Autonómiájáért) küzd azért, hogy a régió szélesebb önrendelkezési jogot kapjon az olasz államtól.

## További információ
- Romagna szócikke (német nyelven). Meyers Großes Konversationslexikon (zeno.org), 1909. (Hozzáférés: 2023. június 9.)
- Lucio Gambi (1990. 09). „La „Romagna” di Emilio Rosetti” (olasz nyelven). Romagna Arte e Storia.
- Tiziano Costa. Epicentro Emilia-Romagna da mille anni (olasz nyelven). Bologna: Costa Editore (2012)
- Raymond Chevallier. La romanisation de la Celtique du Pô : essai d’histoire provinciale, Bibliothèque des Écoles françaises d’Athènes et de Rome (francia nyelven). Róma: École française de Rome (1983)